# Fàbrica de gelats Frigo
La fàbrica de gelats Frigo és un conjunt fabril del Poblenou de Barcelona que ocupa una illa sencera del Pla Cerdà, catalogat com a bé cultural d'interès local.

## Història
Va ser projectada el 1959 per l'enginyer industrial Joaquim Romaguera i Llach, en uns terrenys on hi havia un camp de futbol i una séquia que els travessava parcialment, per al fabricant de gelats Productos Frigo SA. Poc després, aquest canvià la denominació per la de Frigo SA, i el 1973, va passar a mans de la multinacional Unilever, que el 2008 vengué la fàbrica al grup Farga (gelats Farggi), que hi traslladà la producció de gelats i se'n quedà part de la plantilla. Finalment, però, acabà tancant el 2017, i uns anys després, la nau del carrer del Perú va ser transformada en habitatges.

## Descripció
L'edifici principal es troba al xamfrà entre els carrers de Perú i Bilbao. Està format per un cos central que està al xamfrà i dues ales a banda i banda. Té planta baixa, dos pisos i una planta semisoterrani. Tot l'edifici està sobre un sòcol on es troben les obertures de la planta semisoterrada.
Aquest cos central està format per tres parts, una central una mica endarrerida i les dos laterals que sobresurten i fan el gir de la cantonada. Al centre de la planta baixa s'hi troba la gran porta d'accés, de forma rectangular, amb una escala davant i un petit porxo. A dreta i esquerra de la porta s'obren finestres rectangulars de formes regulars que es repeteixen en els altres dos pisos seguint el mateix eix. Per sobre de la porta, al primer i segon pis hi ha una galeria rectangular. Tot aquest cos està estucat amb línies horitzontals.
Les ales laterals consten de planta baixa i pis i està construït amb obra vista. En aquestes ales les finestres són rectangulars, molt llargues, i estan unificades dins d'un gran marc que per la part superior té més volada i està pintat de blanc.
L'accés al pati interior està flanquejat a la banda esquerra per una de les ales laterals de l'edifici principal, i a banda dreta per un petit cos, que, malgrat haver estat construït posteriorment, és de característiques similars.